# Kemenessömjén
Kemenessömjén es un pueblo ubicado en el distrito de Celldömölk, en el condado de Vas, Hungría.

## Superficie
Posee una superficie de 16,05 kilómetros cuadrados.

## Demografía
Hasta 2019 la población era de 562 habitantes, con una densidad de población de 35,02 habitantes por kilómetro cuadrado.